# Sam Neill
Nigel John Dermot „Sam” Neill (n. 14 septembrie 1947, Omagh⁠(d), Irlanda de Nord, Regatul Unit) este un actor din Noua Zeelandă.
Probabil cel mai cunoscut rol al său este paleontologul Dr Alan Grant din Jurassic Park și Jurassic Park III. În 2007 a jucat în sezonul 1 din serialul TV Dinastia Tudorilor interpretând pe Cardinalul Wolsey.

## Filmografie

### Filme
| An   | Titlu                                         | Rol                                     | Note                                                                                              |
| ---- | --------------------------------------------- | --------------------------------------- | ------------------------------------------------------------------------------------------------- |
| 1975 | Landfall                                      | Eric                                    |                                                                                                   |
| 1975 | Ashes                                         | Priest                                  |                                                                                                   |
| 1977 | Sleeping Dogs                                 | Smith                                   |                                                                                                   |
| 1979 | Just Out of Reach                             | Mike                                    |                                                                                                   |
| 1979 | The Journalist                                | Rex                                     |                                                                                                   |
| 1979 | My Brilliant Career                           | Harry Beecham                           |                                                                                                   |
| 1981 | Omen III: The Final Conflict                  | Adult Damien Thorn                      | voce                                                                                              |
| 1981 | Possession                                    | Mark                                    |                                                                                                   |
| 1981 | From a Far Country                            | Marian                                  |                                                                                                   |
| 1982 | Ivanhoe                                       | Brian de Bois-Guilbert                  |                                                                                                   |
| 1982 | Attack Force Z                                | Sergeant D.J. (Danny) Costello          |                                                                                                   |
| 1983 | Enigma                                        | Dimitri Vasilikov                       |                                                                                                   |
| 1984 | The Blood of Others                           | Bergman                                 |                                                                                                   |
| 1985 | Robbery Under Arms                            | Cpt. Starlight                          |                                                                                                   |
| 1985 | Plenty                                        | Lazar                                   |                                                                                                   |
| 1986 | For Love Alone                                | James Quick                             |                                                                                                   |
| 1987 | The Good Wife                                 | Neville Gifford                         |                                                                                                   |
| 1988 | Evil Angels (A Cry in the Dark)               | Michael Chamberlain                     | Australian Film Institute Award for Best Actor in a Lead Role                                     |
| 1989 | Dead Calm                                     | John Ingram                             |                                                                                                   |
| 1989 | La Révolution française                       | Gilbert du Motier, marquis de Lafayette |                                                                                                   |
| 1990 | The Hunt for Red October                      | Captain Vasily Borodin                  |                                                                                                   |
| 1990 | Shadow of China                               | TV reporter                             | Credited as John Dermot                                                                           |
| 1991 | Death in Brunswick                            | Carl 'Cookie' Fitzgerald                | Nominated - Australian Film Institute Award for Best Actor in a Lead Role                         |
| 1991 | Until the End of the World                    | Eugene Fitzpatrick                      |                                                                                                   |
| 1992 | The Rainbow Warrior                           | Alan Galbraith                          |                                                                                                   |
| 1992 | Memoirs of an Invisible Man                   | David Jenkins                           |                                                                                                   |
| 1992 | Hostage                                       | John Rennie                             |                                                                                                   |
| 1993 | The Piano                                     | Alisdair Stewart                        | Nominated - Australian Film Institute Award for Best Actor in a Supporting Role                   |
| 1993 | Jurassic Park                                 | Dr. Alan Grant                          |                                                                                                   |
| 1993 | Sirens                                        | Norman Lindsay                          |                                                                                                   |
| 1994 | Country Life                                  | Dr. Max Askey                           |                                                                                                   |
| 1994 | Rudyard Kipling's The Jungle Book             | Colonel Geofferey Brydon                |                                                                                                   |
| 1994 | In the Mouth of Madness                       | John Trent                              |                                                                                                   |
| 1995 | Restoration                                   | King Charles II                         |                                                                                                   |
| 1996 | Children of the Revolution                    | Nine                                    |                                                                                                   |
| 1996 | Victory                                       | Mr. Jones                               |                                                                                                   |
| 1997 | Event Horizon                                 | Dr. William Weir                        |                                                                                                   |
| 1997 | Snow White: A Tale of Terror                  | Lord Fredric Hoffman                    |                                                                                                   |
| 1998 | The Horse Whisperer                           | Robert MacLean                          |                                                                                                   |
| 1998 | Sweet Revenge                                 | Henry Bell                              |                                                                                                   |
| 1998 | The Revengers' Comedies                       | Henry Bell                              |                                                                                                   |
| 1999 | Molokai                                       | Walter Murray Gibson                    |                                                                                                   |
| 1999 | Bicentennial Man                              | 'Sir' Richard Martin                    |                                                                                                   |
| 2000 | My Mother Frank                               | Professor Mortlock                      | Nominated - Australian Film Institute Award for Best Performance by an Actor in a Supporting Role |
| 2000 | The Dish                                      | Cliff Buxton                            |                                                                                                   |
| 2000 | The Magic Pudding                             | Sam Sawnoff                             | Voice role                                                                                        |
| 2001 | Jurassic Park III                             | Dr. Alan Grant                          |                                                                                                   |
| 2001 | The Zookeeper                                 | Ludovic                                 | Ft. Lauderdale International Film Festival Award for Best Actor                                   |
| 2002 | Dirty Deeds                                   | Ray                                     |                                                                                                   |
| 2002 | Leunig Animated                               | Narrator                                |                                                                                                   |
| 2003 | Perfect Strangers                             | The Man                                 |                                                                                                   |
| 2003 | Yes                                           | Anthony                                 |                                                                                                   |
| 2004 | Wimbledon                                     | Dennis Bradbury                         |                                                                                                   |
| 2005 | Gallipoli                                     | Narrator                                | Voice role                                                                                        |
| 2005 | Little Fish                                   | The Jockey                              |                                                                                                   |
| 2006 | Irresistible                                  | Craig                                   |                                                                                                   |
| 2007 | Angel                                         | Théo                                    |                                                                                                   |
| 2008 | Dean Spanley                                  | Dean Spanley                            |                                                                                                   |
| 2008 | Skin                                          | Abraham Laing                           |                                                                                                   |
| 2009 | I Am You                                      | Mr. Reid                                |                                                                                                   |
| 2009 | Iron Road                                     | Alfred Nichol                           |                                                                                                   |
| 2009 | Under the Mountain                            | Mr. Jones                               |                                                                                                   |
| 2009 | Daybreakers                                   | Charles Bromley                         |                                                                                                   |
| 2010 | Legend of the Guardians: The Owls of Ga'Hoole | Allomere                                | Voice role                                                                                        |
| 2011 | The Dragon Pearl                              | Chris Chase                             |                                                                                                   |
| 2011 | The Hunter                                    | Jack Mindy                              | Nominated - Australian Film Institute Award for Best Supporting Actor                             |
| 2012 | The Vow                                       | Bill Thornton                           |                                                                                                   |
| 2013 | Escape Plan                                   | Dr. Kyrie                               |                                                                                                   |
| 2013 | Mariah Mundi and the Midas Box                | Otto Luger                              |                                                                                                   |

### Televiziune
- Ivanhoe (1982)
- Reilly, Ace of Spies (1983)
- Kane and Abel (1985)
- Amerika (1987)
- The Simpsons episode 1F09: "Homer the Vigilante" ca Molloy the Cat Burglar (1994)
- Forgotten Silver as Himself (1995)
- In Cold Blood (1996)
- Merlin (1998)
- Space (a.k.a. Hyperspace) (2001)
- Doctor Zhivago (2002)
- Framed (2002)
- Stiff (2004)
- Jessica (2004)
- The Incredible Journey of Mary Bryant (2005)
- To the Ends of the Earth (2005)
- The Triangle (2005)
- Merlin's Apprentice (2006)
- Two Twisted (2006)
- The Tudors (2007) este Cardinalul Thomas Wolsey.
- Crusoe (2008)
- Bro'Town (2009)
- Happy Town (2010)
- Ice (2011)[14]
- Alcatraz (2012-prezent)
- Deep Space Marvels (2011)[15]
- Peaky Blinders (2013)